# Éditions Malpertuis
Éditions Malpertuis est une maison d'édition française indépendante publiant des textes (romans, recueils de nouvelles, anthologies, novellas) dans le domaine du fantastique classique et moderne. Installée à Gagny, elle est codirigée par Christophe Thill et Thomas Bauduret.

## Histoire
Créée fin 2006, Malpertuis a pour vocation de publier des textes dans le registre fantastique et dans le genre de la nouvelle et du roman. C'est en 2009 que la maison d'édition se fait connaître en publiant une traduction revue et corrigée du recueil de nouvelles de Robert W. Chambers : Le Roi en jaune (trad. Christophe Thill). La maison d'édition se fait également connaître grâce au travail de l'un de ses éditeurs, Christophe Thill, à propos de l'auteur américain H. P. Lovecraft.

## Ligne éditoriale
Malpertuis ne publie que des textes d'obédience fantastique. La fantasy, la science-fiction et les essais ne font pas partie du catalogue. L'anthologie annuelle fait la part belle aux nouveaux auteurs qui se trouvent édités aux côtés d'auteurs plus expérimentés. Par ailleurs, la maison d'édition publie également des pastiches d'Harry Dickson, le célèbre détective créé par l'auteur belge Jean Ray (écrivain).

### L'anthologie Malpertuis
Tous les ans, au mois de septembre, les Éditions Malpertuis publient leur anthologie éponyme. Depuis 2007, elles publient annuellement une anthologie fantastique sans thème particulier, sous la houlette de Thomas Bauduret. Cette collection fait notamment la renommée de sa maison d'édition.

## Publications

### Romans
- 2009 : Patrick Eris, L'Autobus de minuit
- 2009 : Brice Tarvel, Les Dossiers secrets de Harry Dickson
- 2010 : Brice Tarvel, Les Dossiers secrets de Harry Dickson - tome 2
- 2010 : Nico Bally, L'Œil clos
- 2011 : Jacques Fuentealba, Le Cortège des fous
- 2011 : Sylvie Dupin, Rivage
- 2012 : Frédéric Merchadou, Ange maudit
- 2012 : Brice Tarvel, Les Dossiers secrets de Harry Dickson - tome 3
- 2013 : Nico Bally, Taupe
- 2014 : Brice Tarvel, Les Dossiers secrets de Harry Dickson - tome 4
- 2015 : Laurent Mantese, L'Or des Princes
- 2016 : Brian Stableford, Embrasser le bouc
- 2016 : Sébastien Soubré-Lanabère, Jérôme sous l'orage
- 2016 : Sylvie Dupin, Defixio
- 2018 : Pascal Malosse, Les Fenêtres de bronze
- 2018 : Laurent Mantese, Le Rapport Oberlander
- 2019 : Brice Tarvel, Les Dossiers secrets de Harry Dickson - tome 5
- 2019 : Bernard Florentz, N'aie plus peur
- 2022 : Brice Tarvel, Les Dossiers secrets de Harry Dickson - tome 6
- 2024 : Pascal Malosse, Le bagne de feu

### Recueils de nouvelles
- 2008 : Claude Mamier, Les Contes du vagabond
- 2009 : Robert W. Chambers, Le Roi en jaune
- 2009 : Jérôme Sorre et Stéphane Mouret, Le Chérisseur de têtes et autres pacotilles pour le club Diogène (1871-1877)
- 2010 : Jérôme Sorre et Stéphane Mouret, La Mort et quelques amis s’invitent chez le club Diogène (1878-1885)
- 2011 : Laurent Mantese, Contes des nuits de sang
- 2012 : Jérôme Sorre et Stéphane Mouret, Cauchemars sur le club Diogène (1886-1889)
- 2012 : Laurent Mantese, Le Comptoir des épouvantes
- 2012 : Jérémi Sauvage, Nous sommes un monstre
- 2014 : Pascal Malosse, Contes de l'entre-deux
- 2016 : Jérôme Sorre et Stéphane Mouret, Une nuit au club Diogène
- 2017 : Élodie Serrano, Le Sort en est jeté
- 2017 : Pascal Malosse, Contes de la vodka
- 2018 : Bruno Pochesci, L’Amour, la mort et le reste
- 2019 : Jean-Pierre Andrevon, Le Jour des morts
- 2020 : Laurent Mantese, Les nouveaux contes du whisky
- 2020 : Pascal Malosse, Soleil trompeur
- 2020 : Francis Carpentier, Mission à Bruxelles
- 2020 : Bruno Pochesci, De la chair à horloge
- 2020 : Claude Mamier, Failles
- 2020 : Marie Latour, Des rives enfantines
- 2022 : Pascal Malosse, Sous nos latitudes sombres
- 2023 : Ophélie Bruneau, Être(s) autre(s)

### Anthologies
- 2007 : HPL 2007 dirigée par Christophe Thill
- 2008 : Secrets de famille dirigée par Anne Duguël
- 2009 : Parfums mortels dirigée par Anne Duguël
- 2009 : Malpertuis I dirigée par Thomas Bauduret
- 2010 : Malpertuis II dirigée par Thomas Bauduret
- 2011 : Muséums dirigée par Christophe Thill
- 2011 : Malpertuis III dirigée par Thomas Bauduret
- 2013 : L’Amicale des jeteurs de sorts dirigée par Thomas Bauduret et Christophe Thill
- 2013 : Malpertuis IV dirigée par Thomas Bauduret
- 2014 : Malpertuis V dirigée par Thomas Bauduret
- 2015 : Malpertuis VI dirigée par Thomas Bauduret
- 2016 : Malpertuis VII dirigée par Thomas Bauduret
- 2017 : Malpertuis VIII dirigée par Thomas Bauduret
- 2018 : Malpertuis IX dirigée par Thomas Bauduret
- 2019 : Malpertuis X dirigée par Thomas Bauduret
- 2020 : Malpertuis XI
- 2021 : Malpertuis XII